# Sandyfield (Carolina del Norte)
Sandyfield es un pueblo del condado de Columbus, Carolina del Norte, Estados Unidos. Tiene una población estimada, a mediados de 2022, de 427 habitantes.

## Geografía
Está ubicado en las coordenadas 34°22′03″N 78°18′14″O / 34.36750, -78.30389 (34.367566, -78.303792). Según la Oficina del Censo, tiene una superficie total de 8.00 km², de los cuales 7.98 km² corresponden a tierra firme y 0.02 km² están cubiertos de agua.

## Demografía
Según la estimación 2018-2022 de la Oficina del Censo, los ingresos medios de los hogares son de $29,722 y los ingresos medios de las familias son de $46,667. Alrededor del 43.3% de la población está por debajo de la  línea de pobreza nacional.